# Lodowiec Larsena
Lodowiec Larsena (ang. Larsen Glacier) – lodowiec na Ziemi Wiktorii na Antarktydzie.

## Geografia
Lodowiec Larsena znajduje się na Ziemi Wiktorii, spływa na odcinku ponad 45 km na południowy wschód od Reeves Neve, przez Góry Księcia Alberta (wzdłuż południowych stoków Mount Larsen, Mount de Gerlache i Mount Crummer) do Morza Rossa na południe od Mount Crummer, między Nansen Ice Sheet a Lodowcem Drygalskiego.

## Historia
Lodowiec został odkryty przez ekspedycję do południowego bieguna magnetycznego pod kierownictwem Edgewortha Davida (1858–1934) w ramach wyprawy Ernesta Shackletona (1874–1922). Nazwano go Lodowcem Larsena z uwagi na to, że podczas przeprawy przez lodowiec cały czas widoczna była Mount Larsen. Szczyt Mount Larsen nazwany był przez Roberta F. Scotta (1868–1912) na cześć norweskiego wielorybnika i badacza polarnego Carla Antona Larsena (1860–1924).